# جامعة ترومسو

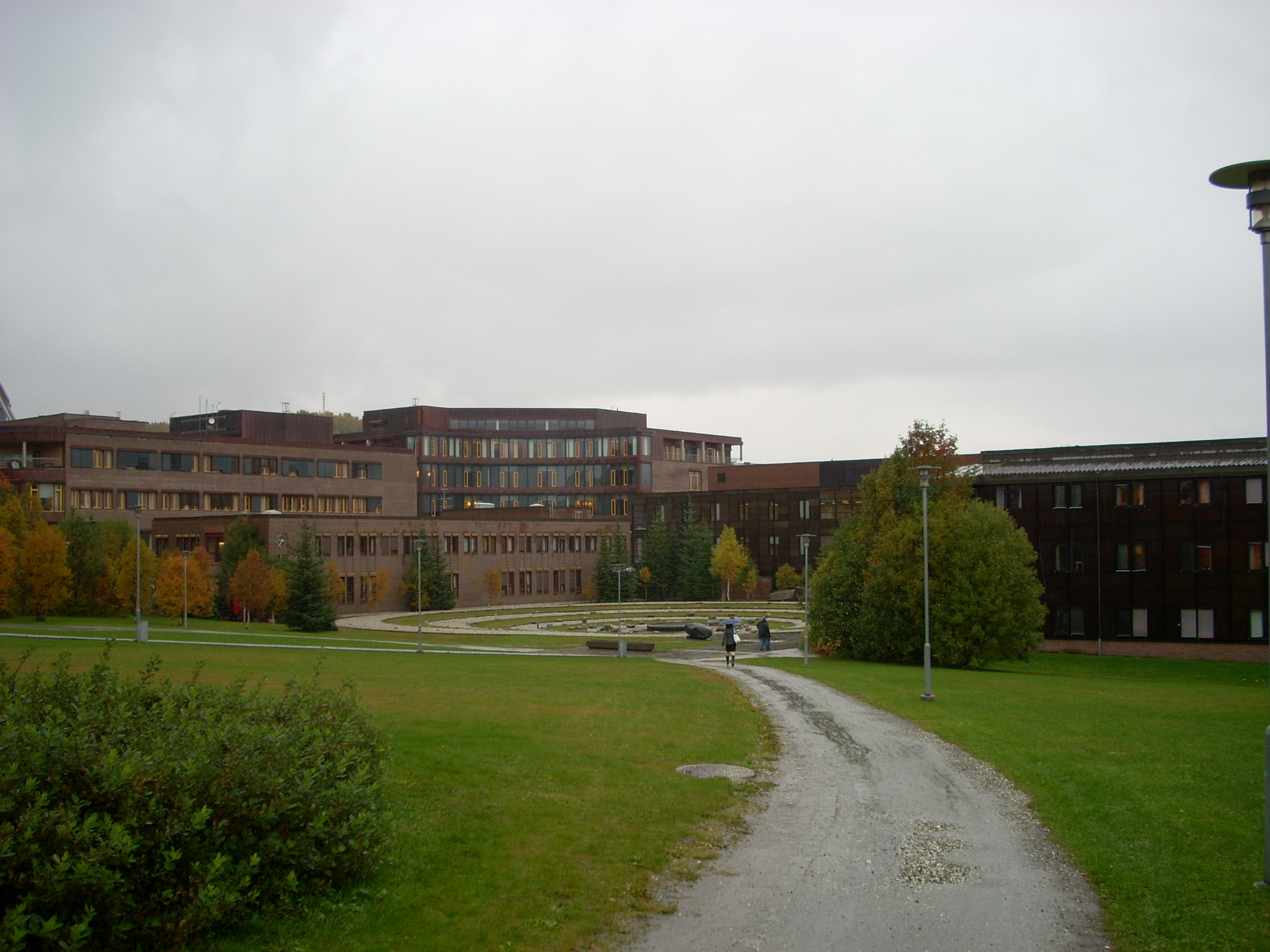
حرم جامعة ترومسو في بريفيكا

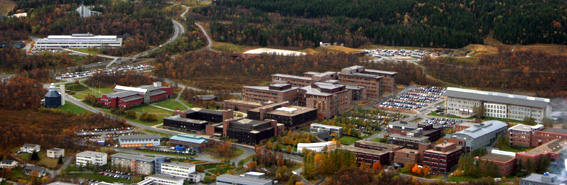
منظر علوي لجامعة ترومسو

جامعة ترومسو (بالنرويجية: Universitetet i Tromsø – Norges arktiske universitet) هي أقصى جامعات العالم شمالاً. تقع بالأساس في مدينة ترومسو وهي إحدى أربعة وأربعين جامعة في النرويج. تأسست الجامعة عام 1968، وافتتحت في عام 1972، وتضم حاليا ما يقرب من اثني عشر ألف طالب. تغير اسمها الرسمي عام 2013 إلى «UiT- جامعة النرويج القطبية الشمالية».
تعتبر الجامعة أكبر مؤسسة تعليمية ومركز أبحاث في شمال النرويج. موقع الجامعة الشمالي يجعلها المكان الطبيعي لدراسات البيئة الطبيعية والثقافة والمجتمع شمال الدائرة القطبية الشمالية، ومع ذلك لا تقتصر دراسات الجامعة على هذه الفروع وإنما تمتد لتشمل العديد من فروع العلوم الأخرى، كما أن لباحثي الجامعة تواجداً محلياً وعالمياً ملموساً.

## كليات الجامعة
تتكون الجامعة من عدة كليات:

### كلية الطب

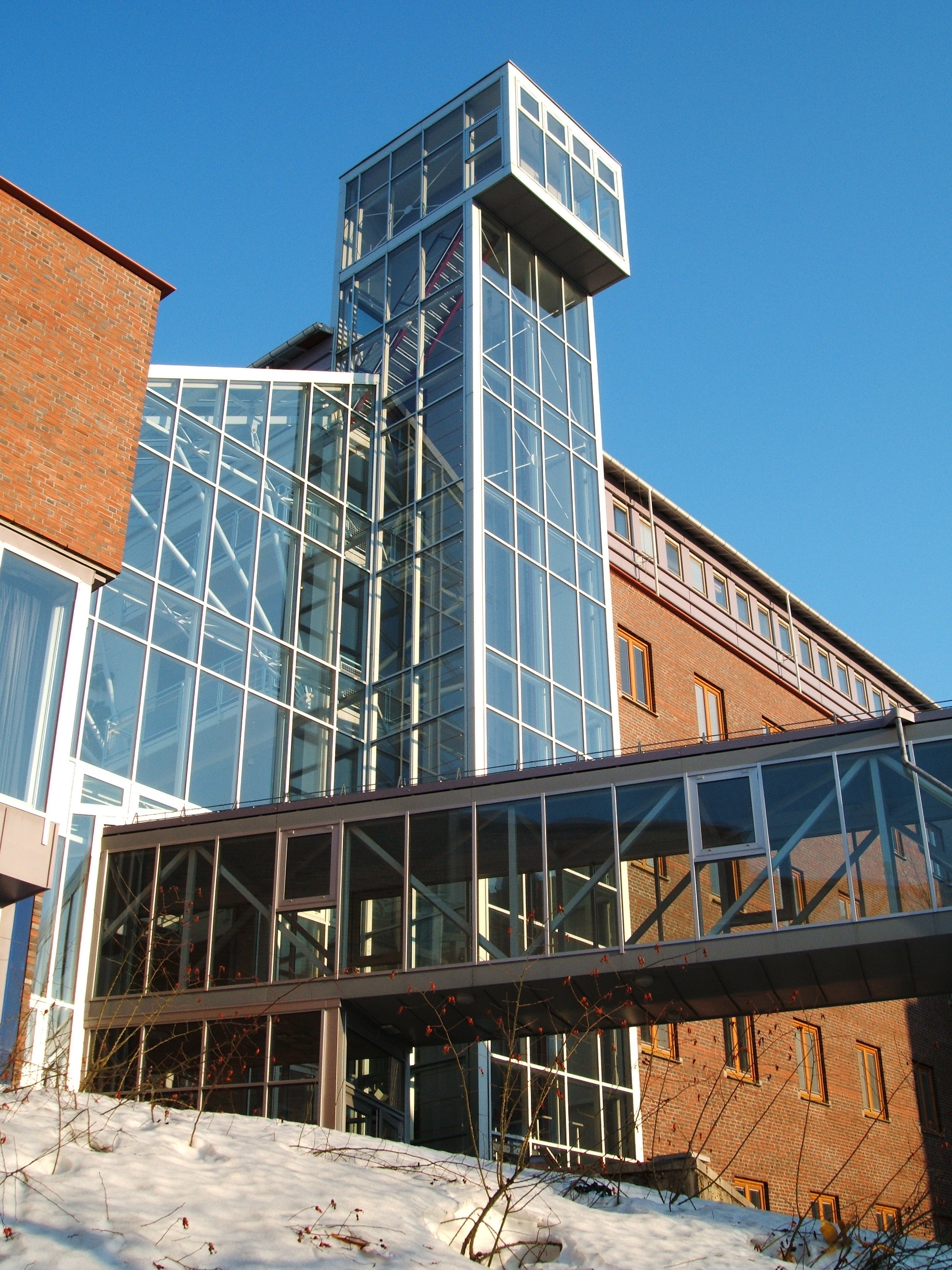
كلية الطب

- قسم الطب السريري.
- قسم طب المجتمع.
- قسم طب الأسنان.
- قسم البيولوجيا الطبية.
- قسم الصيدلية.
- قسم علم النفس.
- قسم الرعاية الصحية.

### كلية العلوم الطبيعية والتكنولوجيا
- قسم الفيزياء والتكنولوجيا.
- قسم الجيولوجيا.
- قسم علوم الكمبيوتر.
- قسم الكيمياء.
- قسم الرياضيات والإحصاء.
- قسم الهندسة.

### كلية العلوم الإنسانية والاجتماعية والتربوية
- قسم اللغة واللسانيات.
- قسم الحضارة والأدب.
- قسم التربية والتعليم.
- قسم الفلسفة.
- قسم التاريخ والدراسات الدينية.

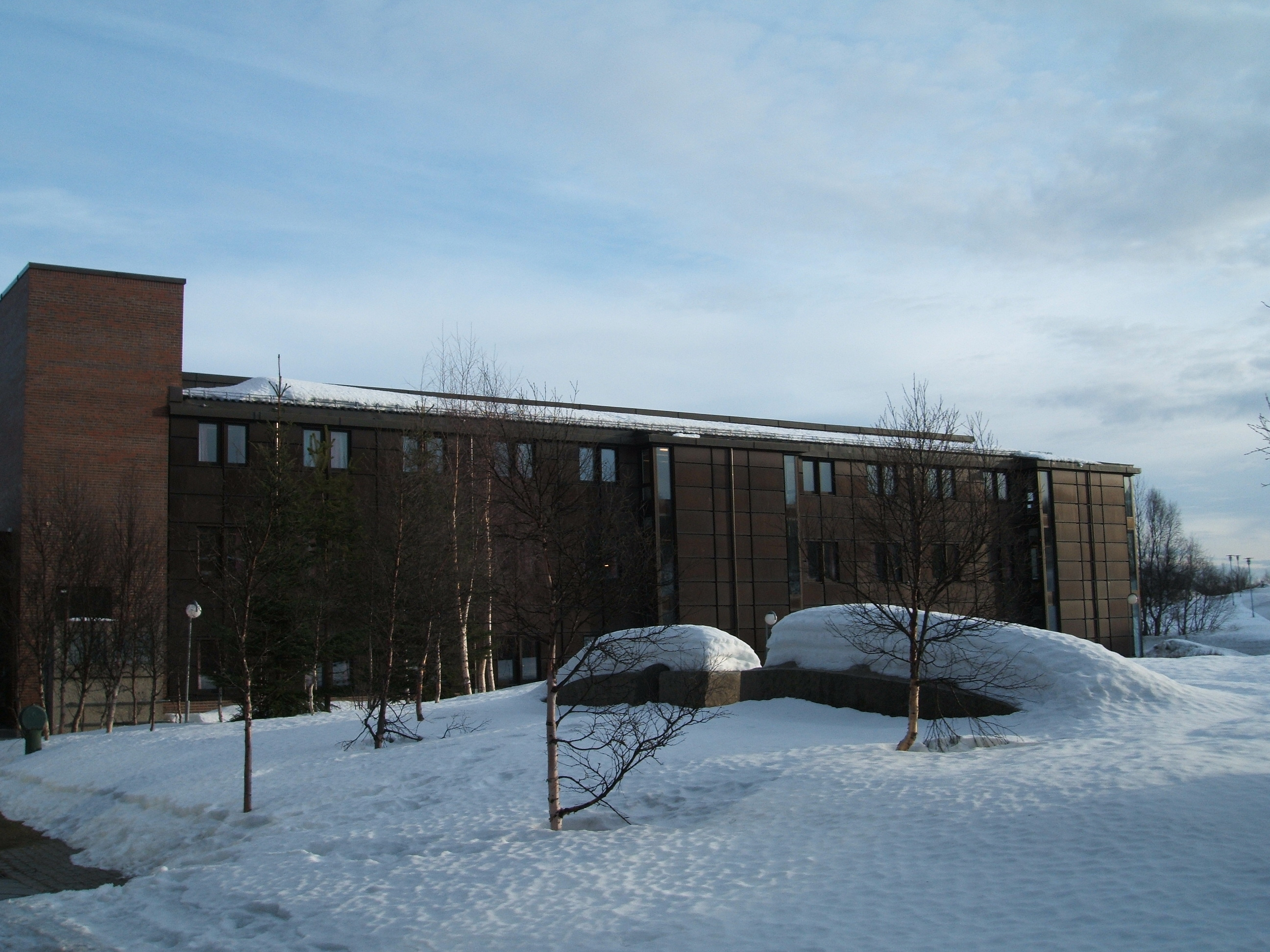
كلية العلوم الإنسانية

- قسم علم الاجتماع والعلوم السياسية والتخطيط الاجتماعي.
- قسم الآثار والأنثروبولوجيا.
- مركز الدراسات المتقدمة في اللسانيات النظرية.
- مركز دراسات السلام.

### كلية البيولوجيا والأسماك والاقتصاد

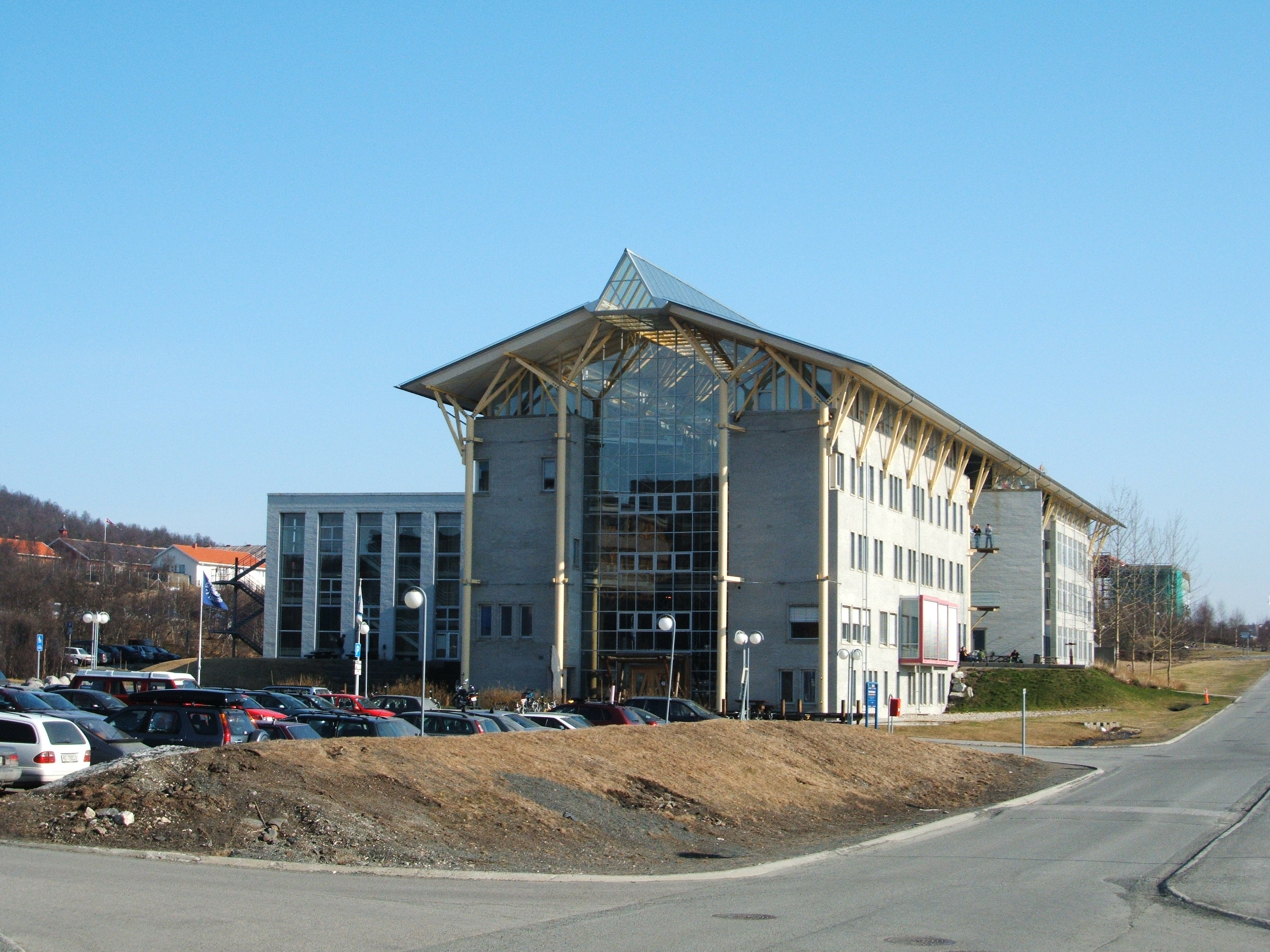
قسم الأسماك

- قسم البيولوجيا القطبية والبحرية.
- قسم الأسماك.
- المعهد العالي للتجارة.

### كلية الفنون
- المعهد العالي للموسيقى.
- أكاديمية الفنون.

### كلية فينمارك
- قسم العلوم الاجتماعية.
- قسم التربية الرياضية.
- قسم السياحة ودراسات القطب الشمالي.

### هيئات أخرى تابعة

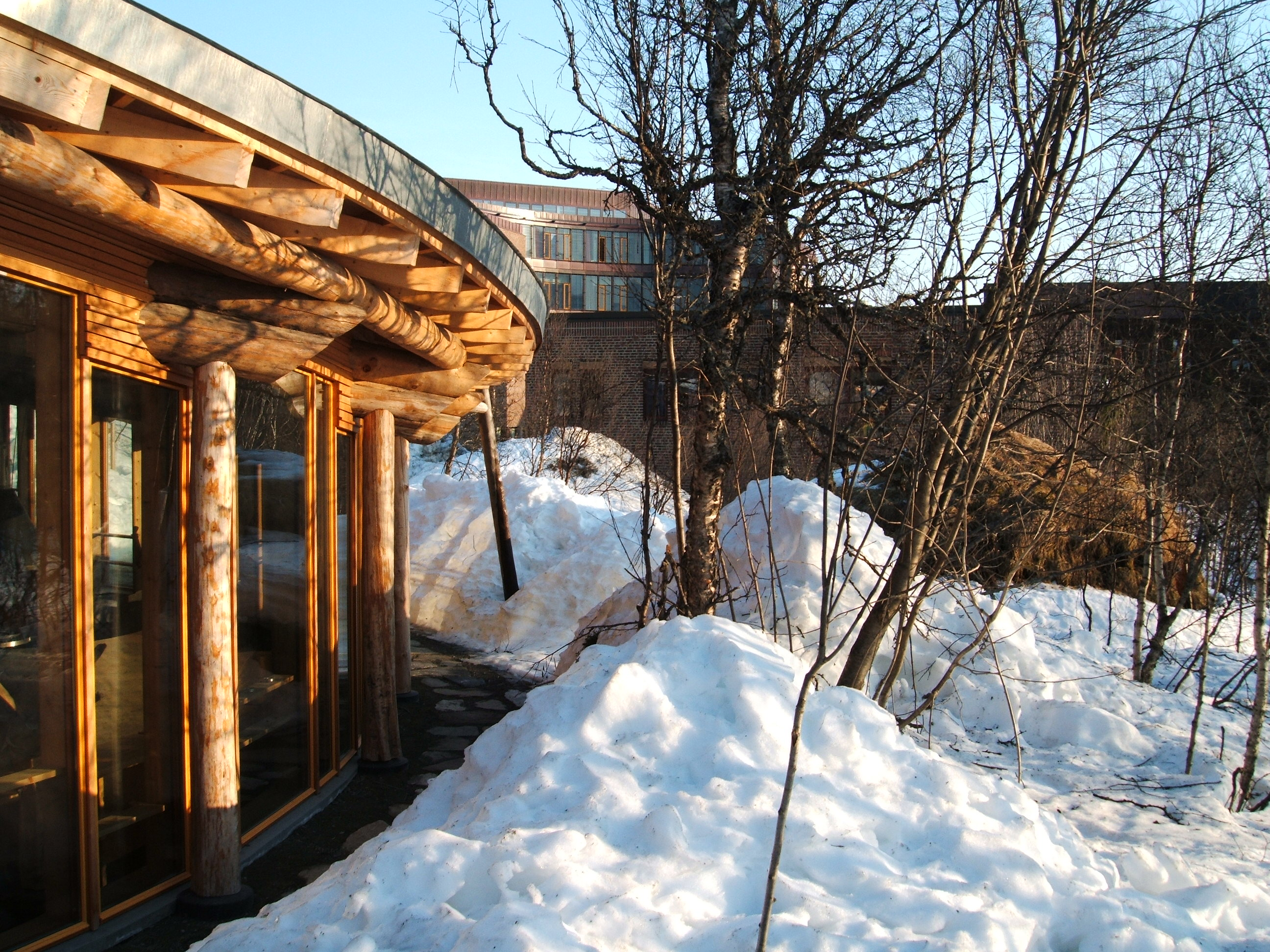
مركز دراسات قومية سامي

- قسم التعليم المستمر.
- مركز دراسات شعوب سامي.
- مركز دراسات المرأة.
- المرصد الجيوفيزيائي.
- متحف ترومسو.
- حديقة النباتات القطبية الشمالية.

## شعار الجامعة
يتألف شعار الجامعة من غرابين ذكرت قصتهما في إحدى الأساطير الإسكندنافية. تحكي الأسطورة عن هوجين ومونين الذين يجوبان العالم في خدمة أودن ويمدانه بالأخبار والمعلومات. يرمز هوجين للفكر ومونين للذاكرة.

## توسع الجامعة
قامت الجامعة بالتوسع في أغسطس 2013 باندماجها مع الكلية الجامعية لمقاطعة فينمارك، مع إضافة «جامعة النرويج القطبية الشمالية» إلى اسم الجامعة. وقد أحدث هذا الاندماج تغييراً في بعض الكليات والأقسام، وأصبح لها أكثر من حرم جامعي في مقاطعة فينمارك: في ألتا وهامرفست وشيركنيس.